# Probsteierhagen
Probsteierhagen település Németországban, Schleswig-Holstein tartományban. Lakosainak száma 2442 fő (2023. december 31.).

## Népesség
A település népességének változása:
| Lakosok száma | 1548 | 2117 | 2098 | 2230 | 2367 | 2442 |
|               | 1975 | 2017 | 2019 | 2021 | 2022 | 2023 |